# Kermes
Kermes Latreille, 1798 (vernacular, quermes) é um género de pequenos insetos da ordem Hemiptera de cujo corpo, após secagem, se extrai o corante natural designado por carmesim. Com distribuição natural na região do Mediterrâneo, as espécies deste género alimentam-se da seiva de várias espécies do género Quercus, em especial de carvalhos perenifólios da espécie Quercus coccifera.

## Descrição
A espécies do género Kermes alimentam-se essencialmente da seiva de algumas espécies de carvalhos perenifólios da região mediterrânica, sendo recolhidos para fins tintureiros desde a Antiguidade Clássica europeia.
O pigmento utilizado como corante é produzido pelas fêmeas e tem uma coloração avermelhada, sendo a fonte do carmesim natural. O pigmento é conhecido por "kermes", vocábulo que também serve de nome genérico para o grupo taxonómico, o qual é derivado da palavra persa qirmiz (قرمز), que significa "vermelho" ou "carmim" (provavelmente via o médio persa, do sânscrito कृमिज kṛmi-ja significando "feito por vermes").

## Espécies
O género Kermes inclui as seguintes espécies validamente descritas:
- Kermes bacciformis Leonardi, 1908
- Kermes corticalis (Nassonov, 1908)
- Kermes echinatus Balachowsky, 1953
- Kermes gibbosus Signoret, 1875
- Kermes ilicis (Linnaeus, 1758)
- Kermes roboris (Fourcroy, 1785)
- Kermes vermilio Planchon, 1864